# Landeshaus (Wiesbaden)

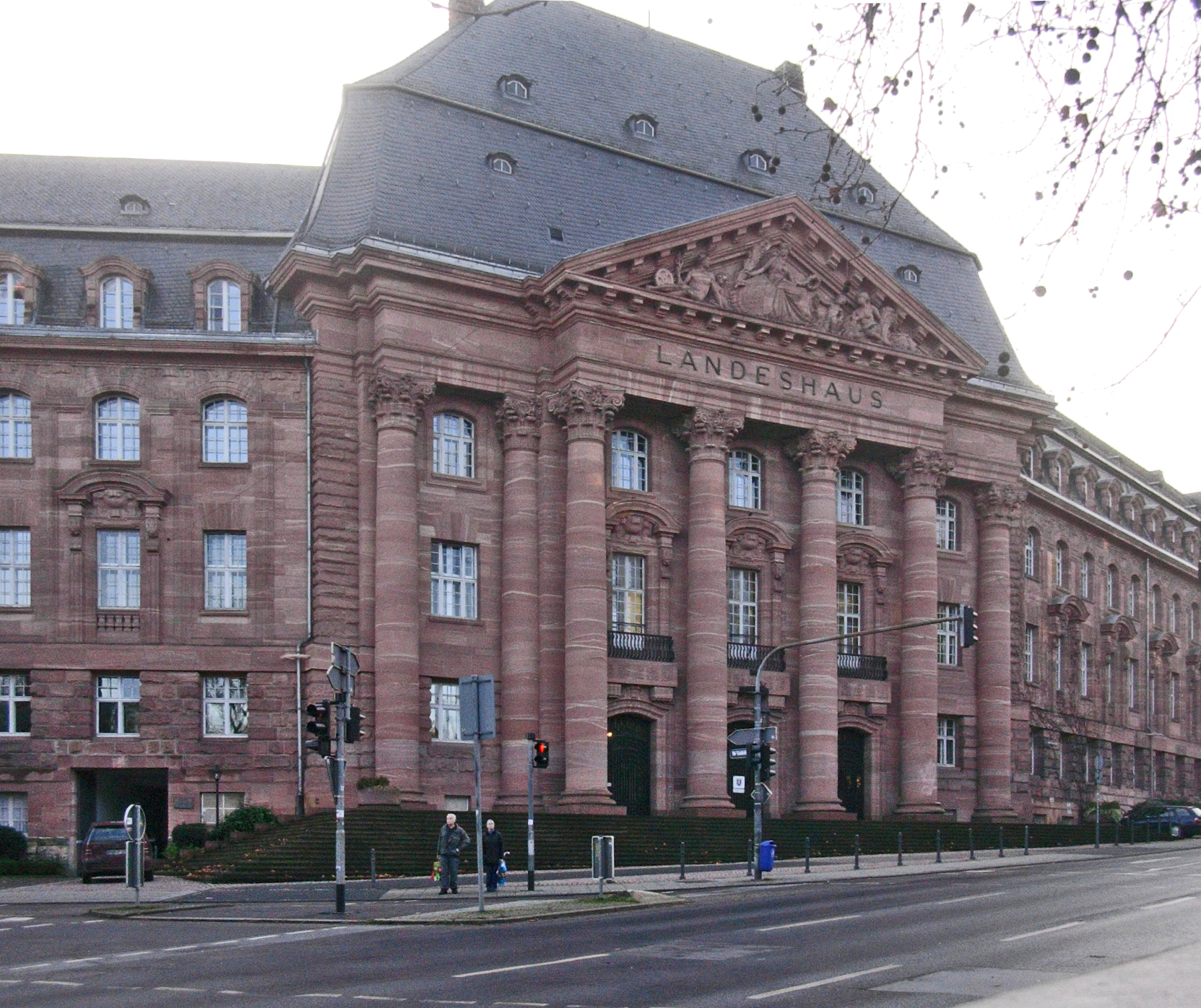
Das Landeshaus von 1907 orientiert sich in seiner Architektur am barocken Schlossbau. Das Gebäude ist beherrschendes Motiv an der unteren Ringstraße in Wiesbaden.

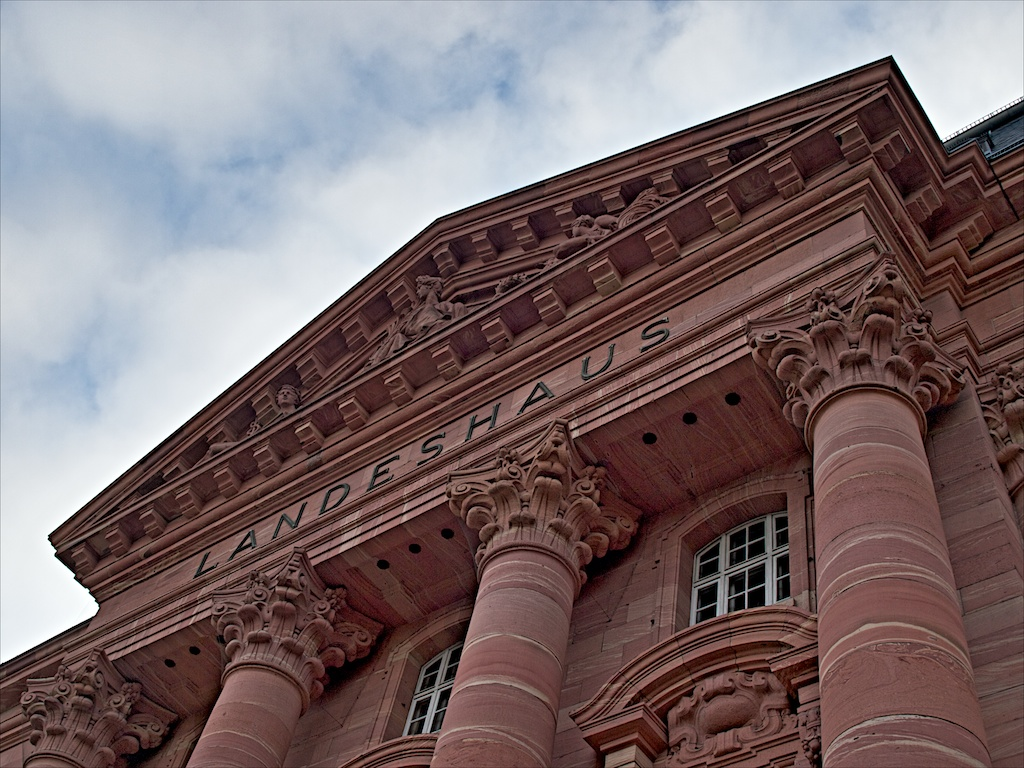
Der Portikus des Landeshauses: Vier Kolossalsäulen mit korinthischen Kapitellen tragen das mächtige Giebeldreieck

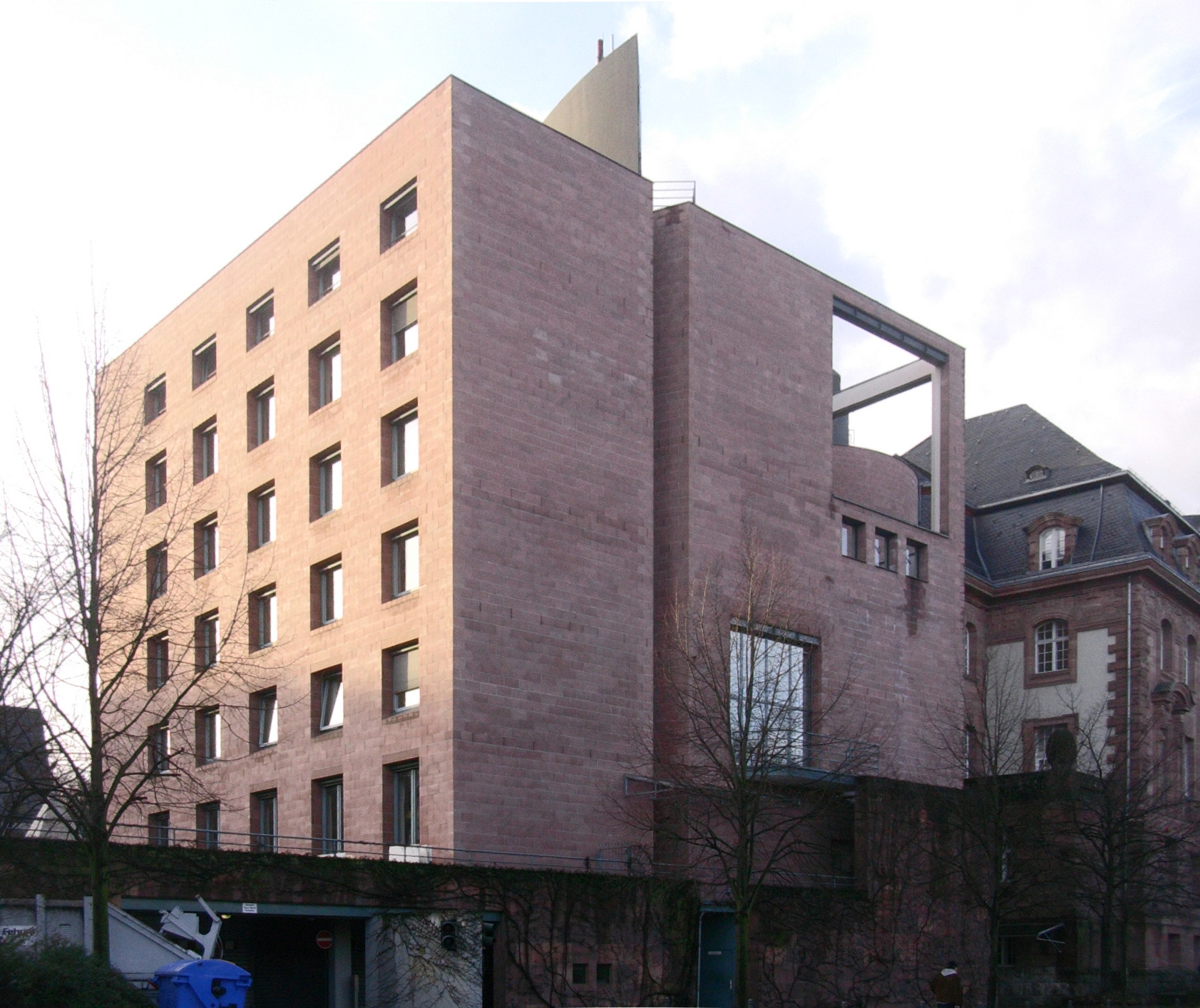
Der geöffnete Baukörper der Erweiterung von Bangert/Jansen/Scholz/Schultes (1990/1991) ermöglicht den Blick auf das historische Hauptgebäude

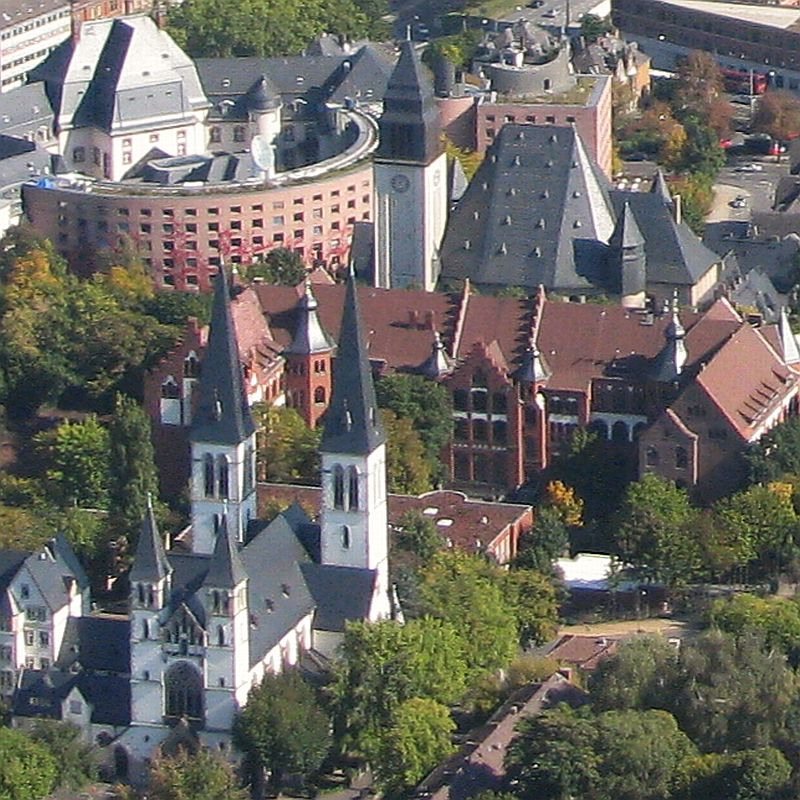
Die Rückseite des Landeshauses mit der halbkreisförmigen und kubischen Erweiterung von 1990/1991. Zusammen mit der Lutherkirche, Gutenbergschule und Dreifaltigkeitskirche bildet es ein Gebäudeensemble (v. o. n. u.).

Das Landeshaus in Wiesbaden ist ein 1903 bis 1907 von Friedrich Werz und Paul Huber errichtetes neobarockes Bauwerk, das seit 1953 das Hessische Ministerium für Wirtschaft, Energie, Verkehr, Wohnen und ländlicher Raum (HMWVW) beherbergt. Es befindet sich an der Wiesbadener Ringstraße, unweit des Hauptbahnhofs und in direkter Nachbarschaft zur Lutherkirche. Das Landeshaus wurde 2007 – genau 100 Jahre nach seiner Fertigstellung – im Rahmen eines mehrere Objekte umfassenden Verkaufs von landeseigenen Immobilien an die österreichische CA Immo veräußert, die es 2014 an Patrizia AG weiterveräußerte. Das Land Hessen ist seither Mieter.

## Architektur
Das Gebäude wurde als Verwaltungssitz für den Bezirksverband Wiesbaden erbaut, der im Regierungsbezirk Wiesbaden der preußischen Provinz Hessen-Nassau die Rolle übernahm, die in den anderen preußischen Provinzen ein für das gesamte Provinzgebiet zuständiger Provinzialverband innehatte. Die Architekten gingen als Sieger aus einem Wettbewerb mit 51 Teilnehmern hervor; in der Jury saß unter anderem Friedrich von Thiersch. Sie schufen ein repräsentatives Gebäude im Stil des Neobarock. Ein mächtiger Mittelrisalit mit Kolossalsäulen, die über drei Stockwerke reichen, liegt mit seinem Portikus im stumpfen Winkel der Seitenflügel. Mit seiner aufwändigen Fassade aus rotem Mainsandstein, dem breiten Giebeldreieck, dessen allegorische Figurengruppe das „Land Nassau“ darstellt, und der hohen Mansardhaube bildet der Bau einen städtebaulichen Blickpunkt auf dem ansteigenden Gelände und gleichzeitig das Entrée zum historistischen Ensemble der Wiesbadener Ringstraße.

### Inneres
In der Mittelachse des Gebäudes liegen das Haupttreppenhaus, die ovale Wandelhalle und der Sitzungssaal. Dessen wertvolle Innenausstattung besteht aus Mosaikböden, Säulen aus Marmor und Granit, sowie Eichenholzvertäfelungen mit Reliefmotiven. Die Fenster zu beiden Seiten zeigen in Glasmalerei 50 Wappen Nassauischer Städte. Über der Rednertribüne befindet sich ein Wandgemälde des Wiesbadener Malers Otto Ritschl.

### Erweiterungen
1929 wurde der Bau nach Westen in Richtung Gutenbergplatz erweitert. Der winkelförmige Flügel wirkt gegenüber dem historischen Gebäudeteil ebenso zurückhaltend, wie die südöstliche Erweiterung von 1990/1991 (Architekten: BJSS – Bangert/Jansen/Scholz/Schultes, Berlin). Der würfelförmige Anbau wurde durch ein zylinderförmiges Treppenhaus gleichsam einem Scharnier mit dem bestehenden Gebäude verbunden. Der gleichzeitig entstandene rückwärtige Ergänzungsbau, der axial hinter dem Portikus liegt, umschließt halbkreisförmig den Sitzungssaal. Die Entlüftung der Tiefgarage zitiert bewusst den Turmhelm der benachbarten Lutherkirche. Das Material und die Proportionen des Anbaus orientieren sich am bestehenden Baukörper.

## Historische Ereignisse
Im Landeshaus saßen seit Sommer 1934 die Schreibtischtäter der Euthanasie für den Bereich des Bezirksverbands Wiesbaden (siehe auch Landeswohlfahrtsverband_Hessen#Vorgeschichte). Das „Amt für Erb- und Rassenpflege“ organisierte die Morde von geisteskranken Menschen oder von Personen, die in der Nazisprache als „Minderwertige“ eingestuft wurden. Als Folge wurden in Hadamar bei Limburg über 10.000 Menschen ermordet. Nach vorsichtigen Schätzungen wurden bis 1945 im gesamten Deutschen Reich 360.000 Personen zwangsweise sterilisiert, viele davon mit unmittelbarer Todesfolge.